# Ліпники (Остроленцький повіт)
Ліпники (пол. Lipniki) — село в Польщі, у гміні Лисе Остроленцького повіту Мазовецького воєводства.
Населення — 697 осіб (2011).
У 1975-1998 роках село належало до Остроленцького воєводства.

## Демографія
Демографічна структура станом на 31 березня 2011 року:
|          | Загалом | Допрацездатний вік | Працездатний вік | Постпрацездатний вік |
| -------- | ------- | ------------------ | ---------------- | -------------------- |
| Чоловіки | 350     | 82                 | 227              | 41                   |
| Жінки    | 347     | 81                 | 192              | 74                   |
| Разом    | 697     | 163                | 419              | 115                  |